# ستيف بيرك
ستيف بيرك (بالإنجليزية: Steve Burke)‏ (29 سبتمبر 1960 بنوتنغهام في المملكة المتحدة - ) هو لاعب كرة قدم بريطاني في مركز جناح ‏. لعب مع ستوكبورت كونتي وكوينز بارك رينجرز ونادي برينتفورد ونادي دونكاستر روفرز ونادي ميلوول ونوتس كاونتي ونوتينغهام فورست ولينكولن سيتي أف سي.

## وصلات خارجية
- ستيف بيرك على موقع قاعدة بيانات كرة القدم.إي يو (الإنجليزية)